# Liste des lycées d'Eure-et-Loir
Cette liste recense les 26 implantations de lycée ouverts sur le territoire du département français d'Eure-et-Loir, en région Centre-Val de Loire, ainsi que le lycée de Hanches en cours de construction :
- D'une part, les 20 établissements du second degré, mentionnés en tant que « lycée » dans le répertoire 2018-2019 des établissements du second degré publié par l'académie d'Orléans-Tours[1].

- D'autre part, les 6 implantations de lycées agricoles, référencés par le ministère de l'Agriculture[2].

## Anet
- Lycée professionnel agricole privé Gabriel-Bridet (LPAP)

## Chartres
- Lycée Fulbert, général et technologique
- Lycée Jehan-de-Beauce, polyvalent
- Lycée Marceau, général
- Lycée Notre-Dame, général et technologique (privé)
- Lycée professionnel Notre-Dame (privé)
- Lycée d'enseignement général et technologique agricole de Chartres - La Saussaye à Sours (LEGTA)

Lycées de Chartres
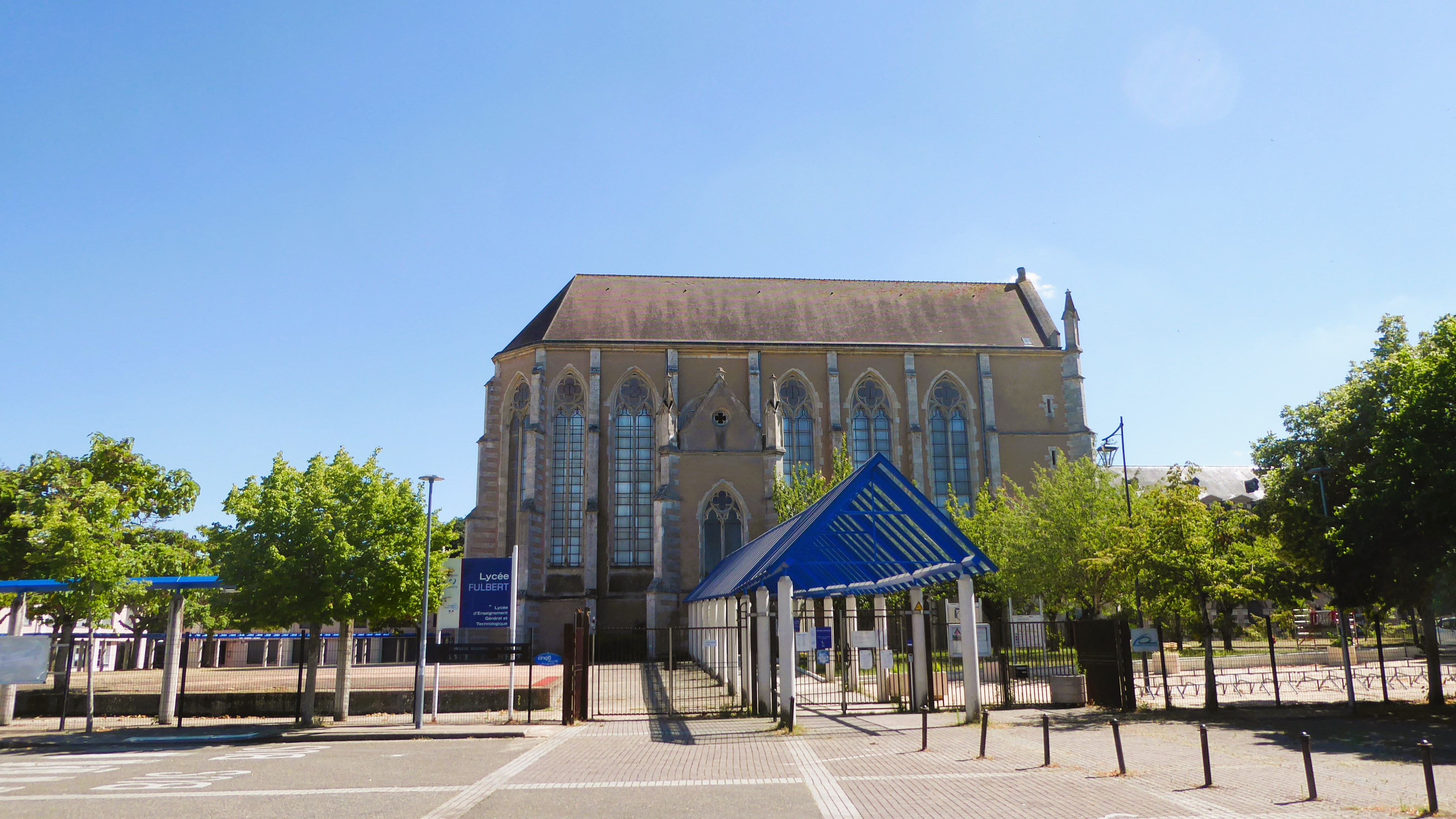
Chapelle du lycée Fulbert.
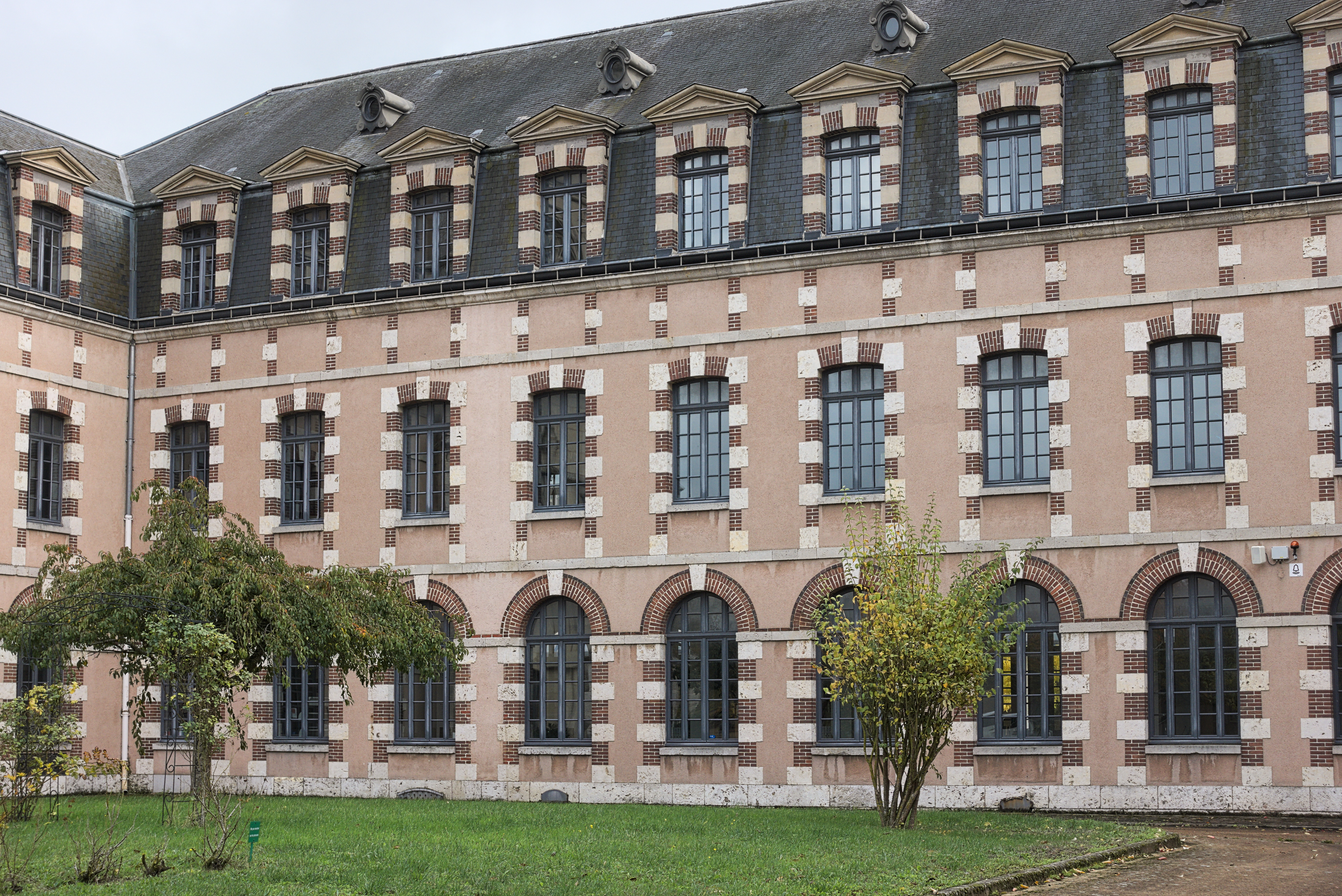
Un bâtiment du lycée Fulbert.
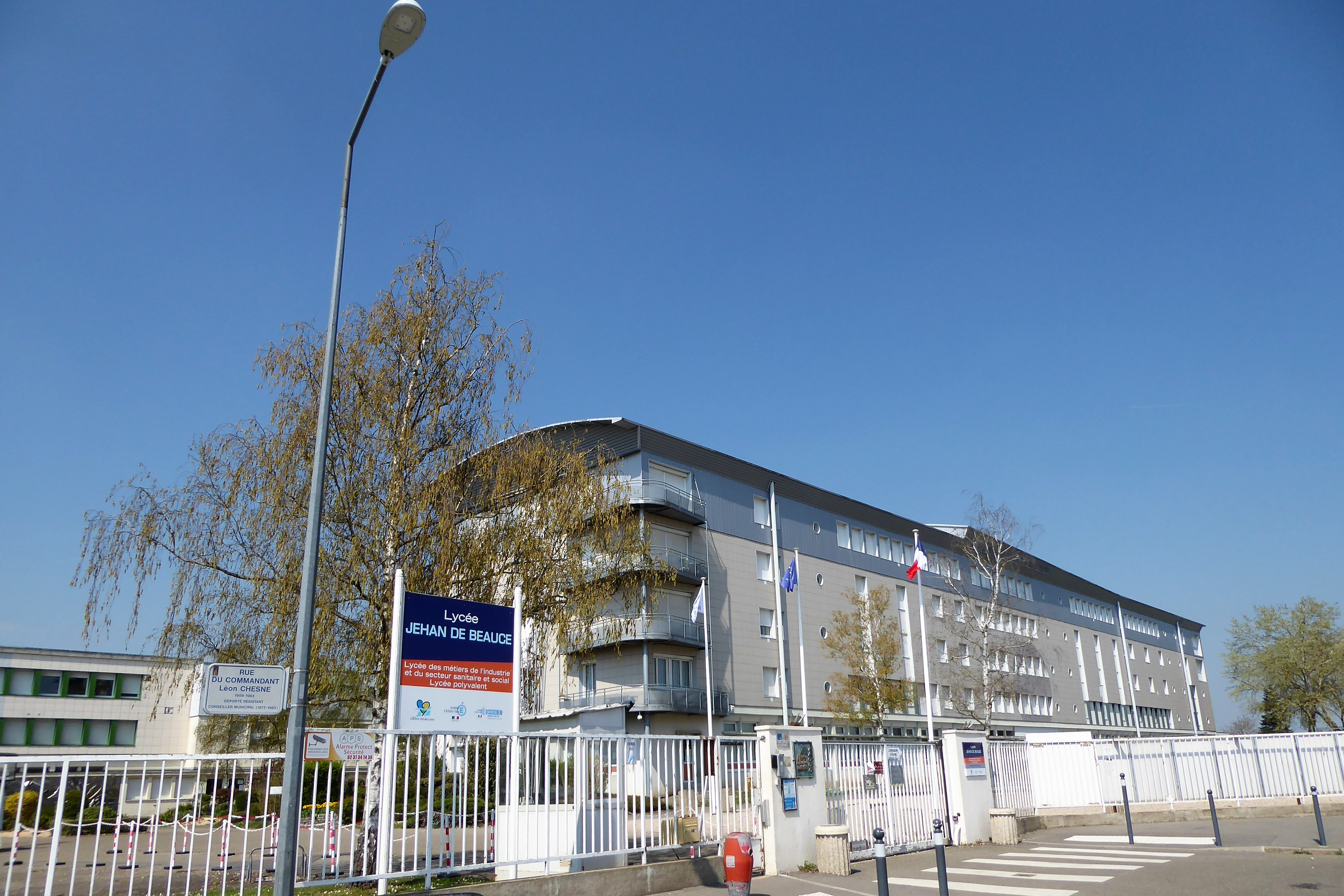
Lycée Jehan de Beauce.
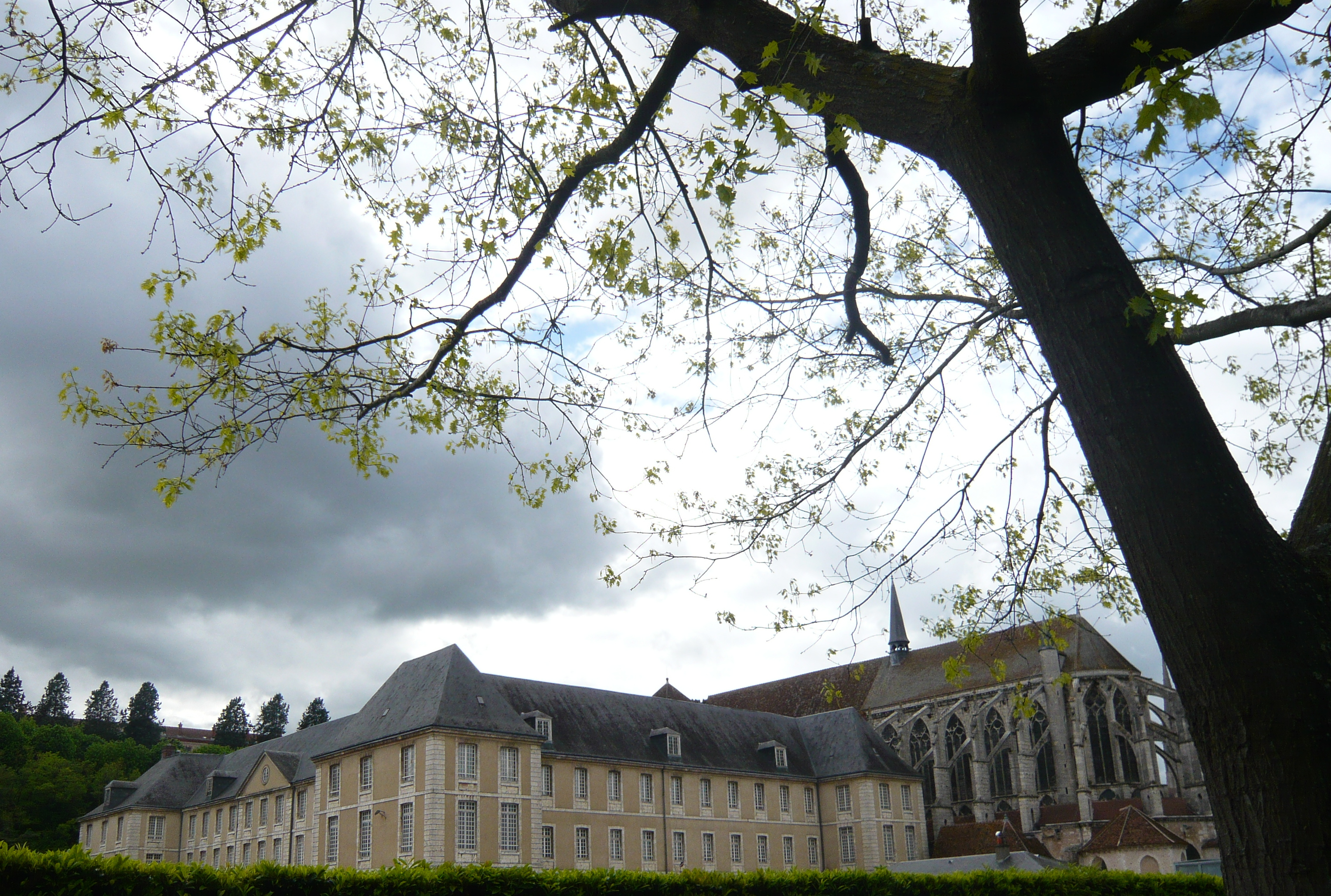
Lycée Marceau.
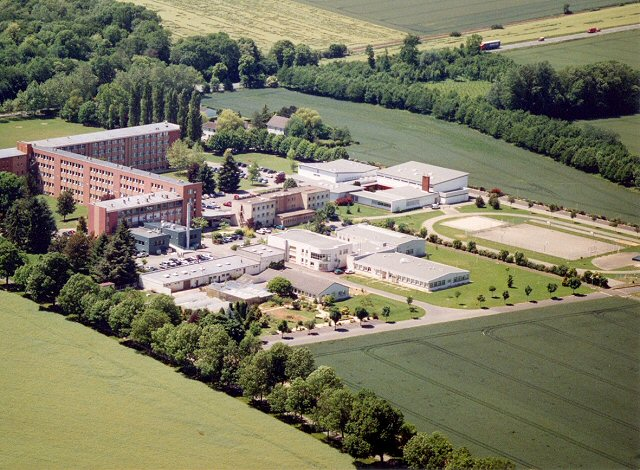
Lycée de La Saussaye, à Sours.

## Châteaudun

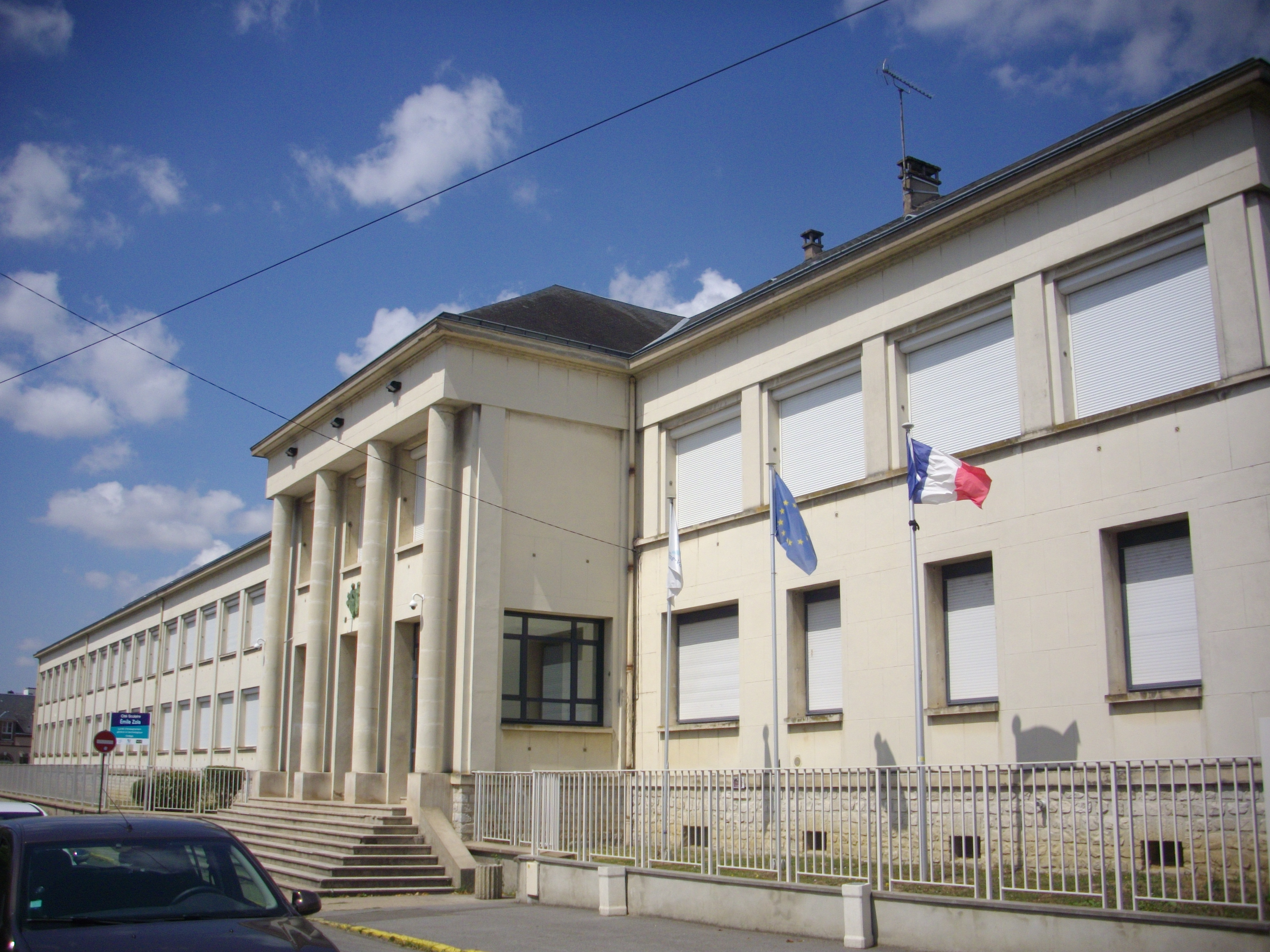
Lycée Émile-Zola, Châteaudun.

- Lycée Émile-Zola, général et technologique
- Lycée des métiers Jean-Félix-Paulsen
- Lycée d’enseignement agricole privé de Nermont (LEAP)

## Dreux
- Lycée des métiers Édouard-Branly[3]

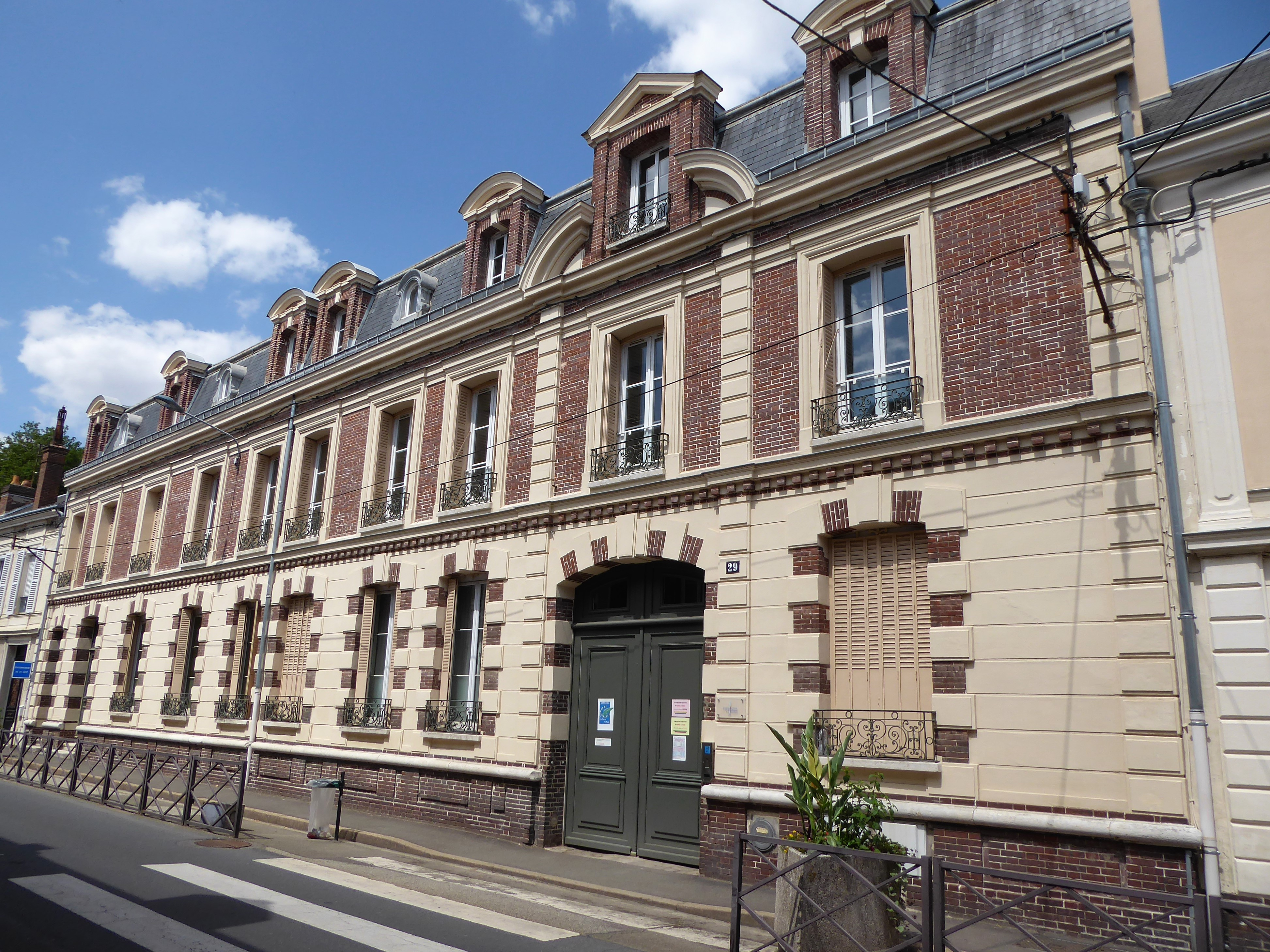
Lycée privé Saint-Pierre-Saint-Paul, Dreux.

- Lycée des métiers Gilbert-Courtois
- Lycée des métiers Maurice-Viollette
- Lycée Rotrou, général et technologique
- Lycée Saint-Pierre-Saint-Paul, général et technologique (privé)
- Lycée des métiers de Couasnon (privé)

## Hanches
- Lycée Joséphine-Baker, général, technologique et professionnel : ouverture en septembre 2023[4]

## La Loupe
- Lycée horticole et paysager privé Notre-Dame des Jardins - Apprentis d'Auteuil (LHPP)

## Lucé
- Lycée des métiers Elsa-Triolet ;
- Lycée professionnel métiers du bâtiment Philibert de l'Orme.

Lycées à Lucé
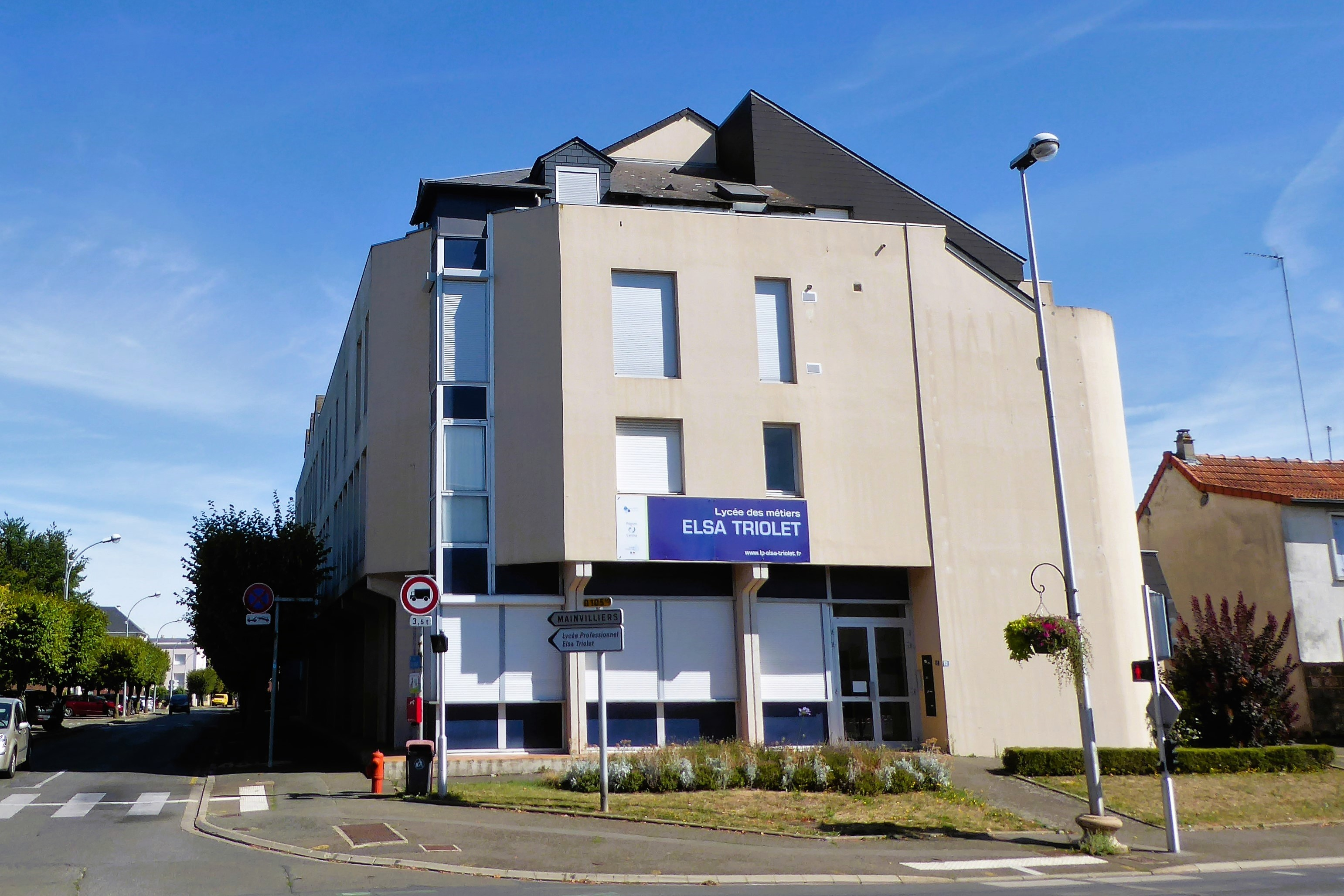
Lycée Elsa-Triolet.
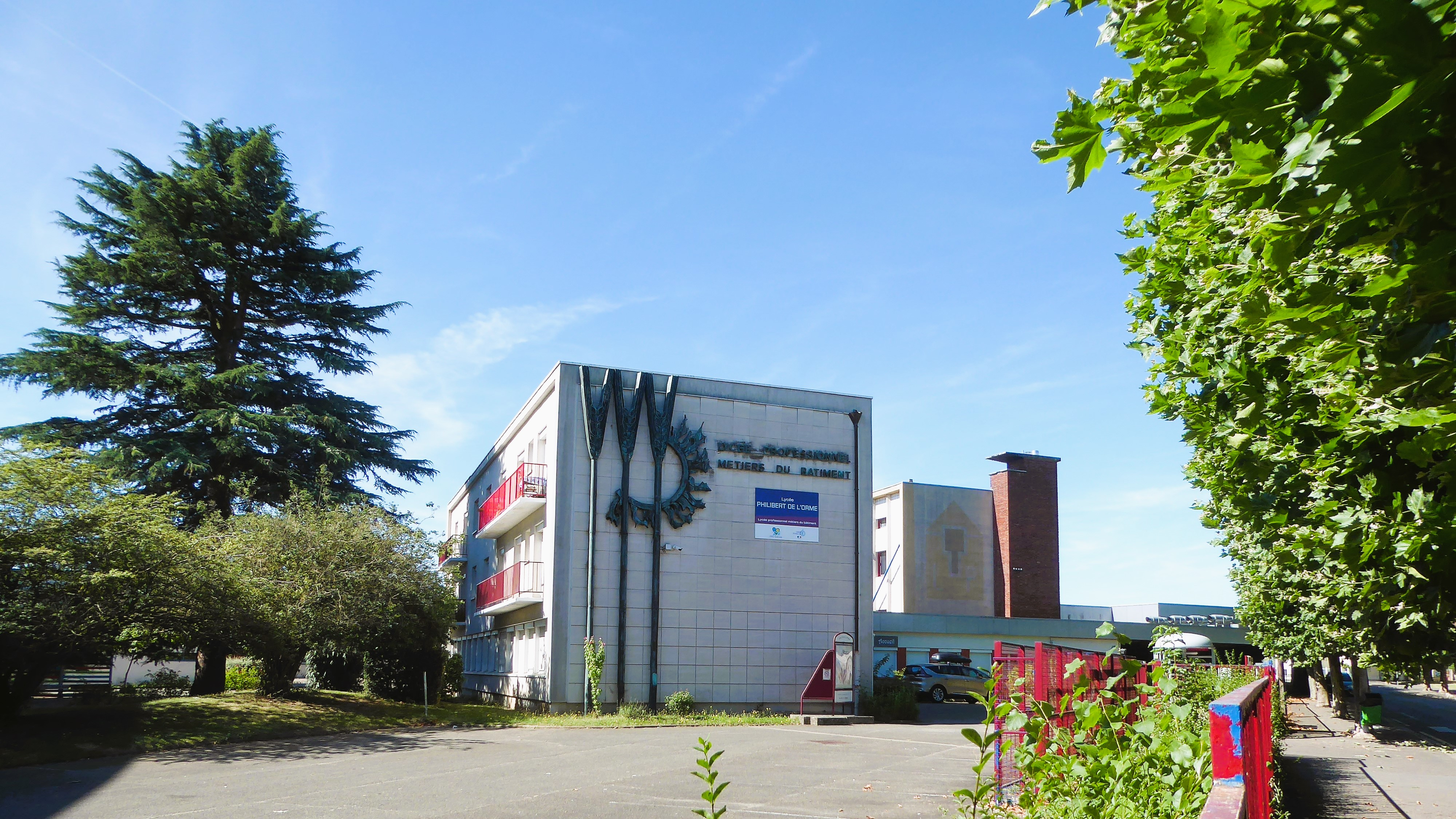
Lycée métiers du bâtiment Philibert de l'Orme.

## Luisant

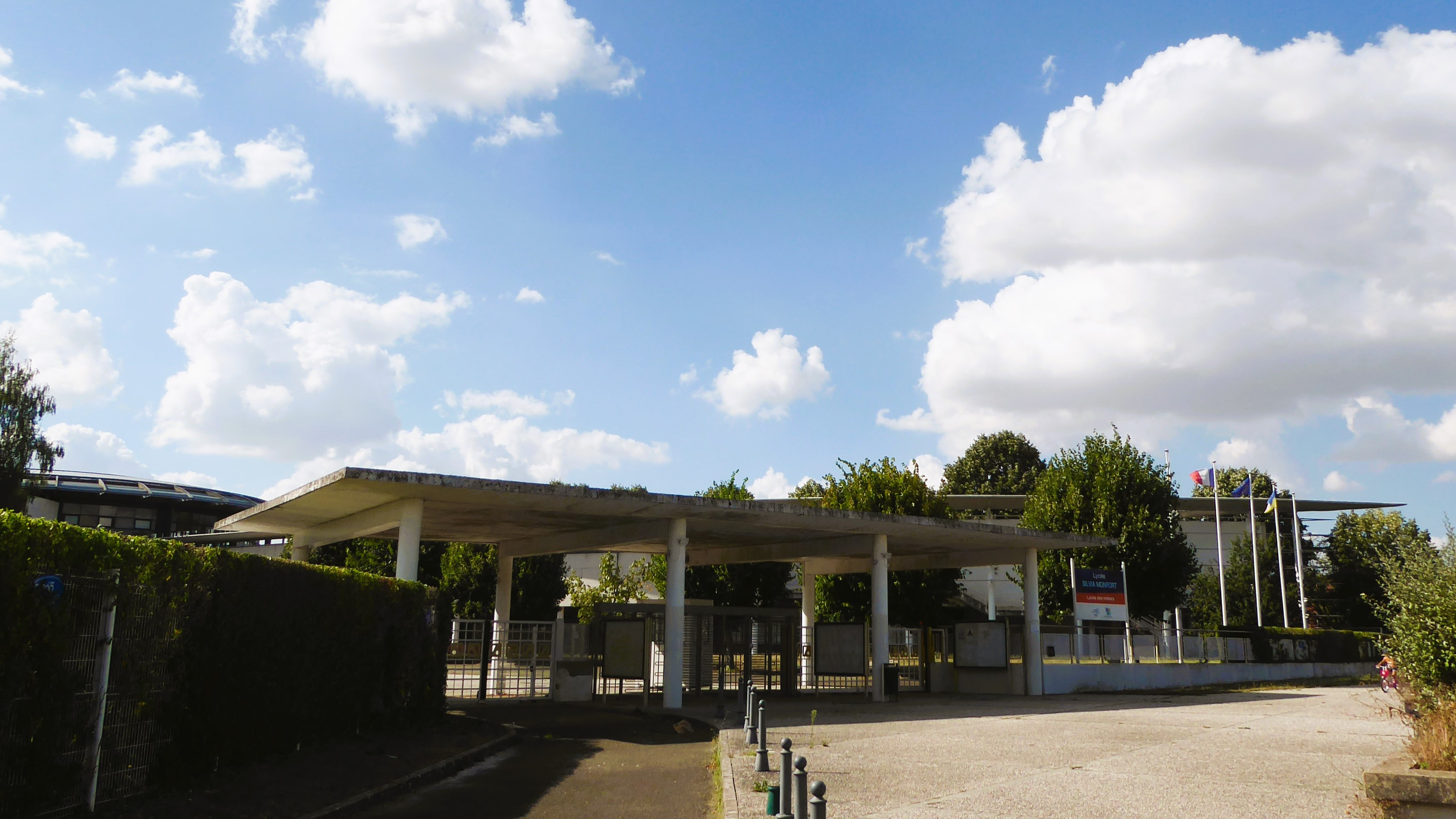
Le lycée Sylvia-Monfort de Luisant.

- Lycée des métiers Silvia-Monfort

## Maintenon
- Lycée professionnel Françoise-d'Aubigné (privé)

## Mignières
- Lycée d’enseignement agricole privé EFAGRIR-Franz-Stock (LEAP)

## Nogent-le-Rotrou
- Lycée des métiers Rémi-Belleau
- Lycée des métiers Sully
- Lycée d’enseignement agricole privé de Nermont (LEAP), antenne de Châteaudun[5]

Lycées de Nogent-le-Rotrou
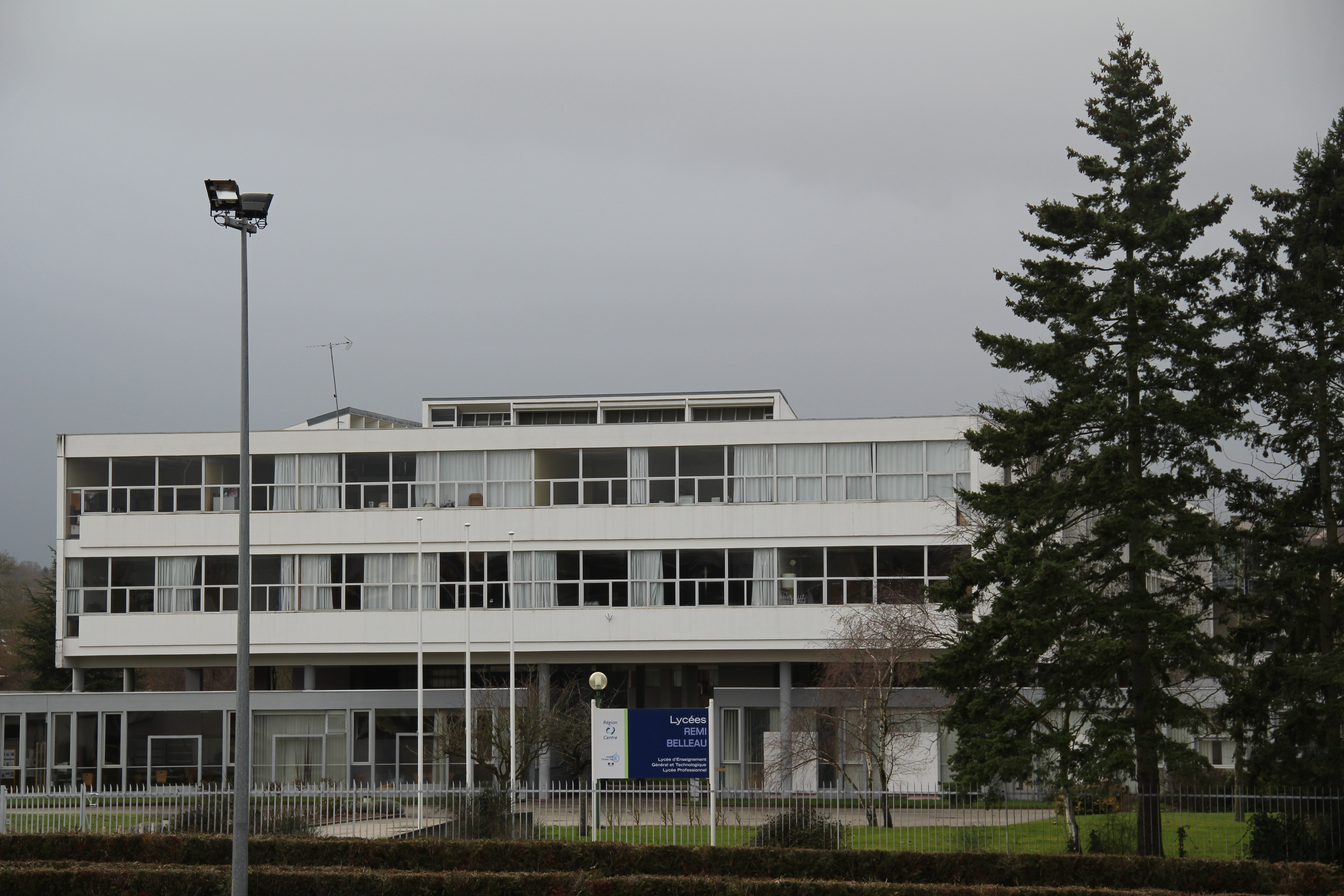
Lycée Rémi Belleau.
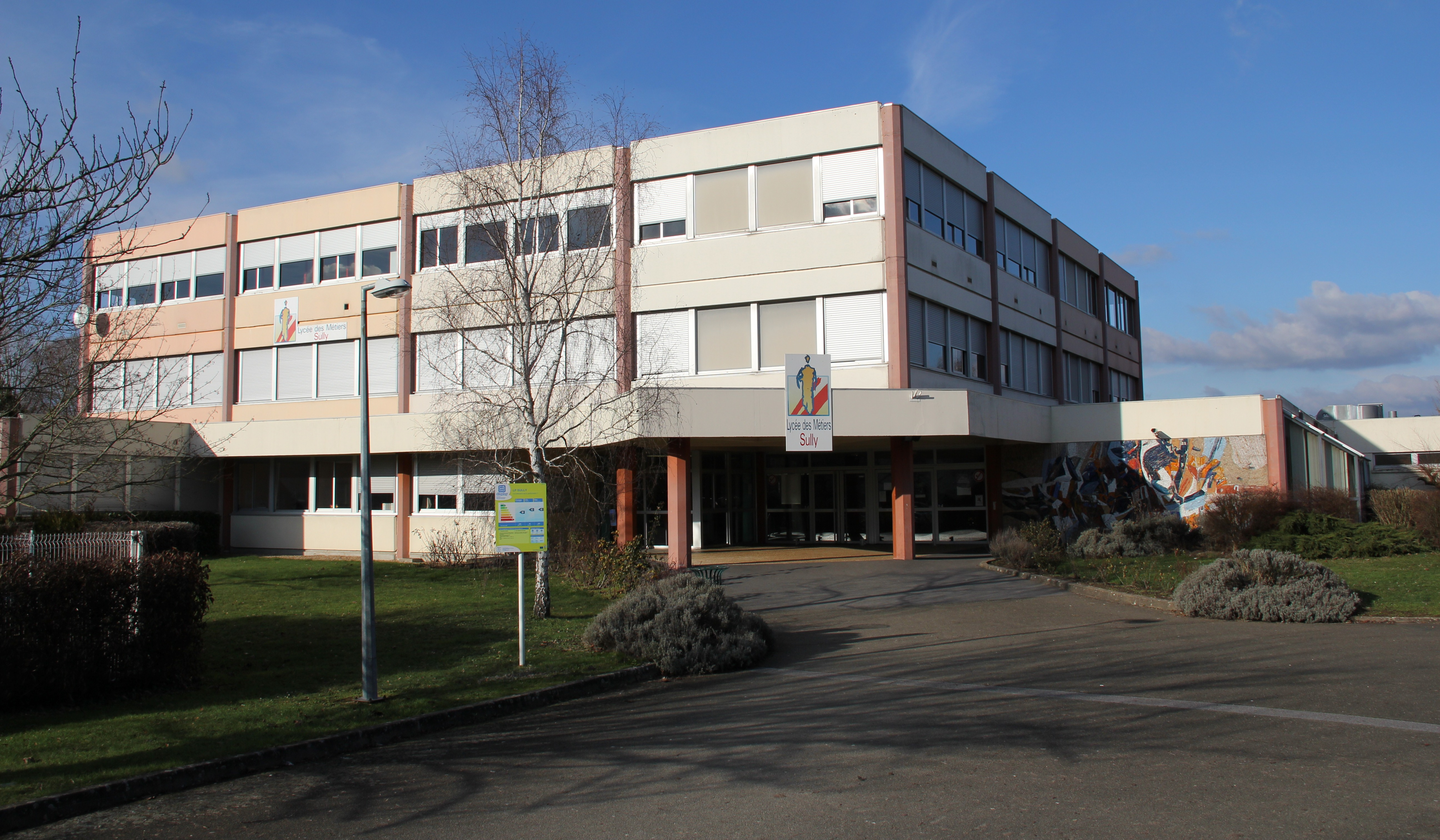
Lycée Sully.

## Saint-Maurice-Saint-Germain
- Lycée professionnel Notre-Dame du château des Vaux - Apprentis d'Auteuil (privé)